# Garnotia st-johnii
Garnotia st-johnii là một loài thực vật có hoa trong họ Hòa thảo. Loài này được J.W.Moore mô tả khoa học đầu tiên năm 1963.